# Schistura sijuensis
Schistura sijuensis là một loài cá hang thuộc Họ Cá chạch suối (Nemacheilidae) đặc hữu ở Ấn Độ.
Nó chỉ được ghi nhận lại từ hang Siju ở Garo Hills thuộc bang Meghalaya, Đông Bắc Ấn Độ.